# Théâtre Chilman
Le théâtre Chilman de Khmelnytskyï est construit au début du XXe siècle en Ukraine.

## Histoire
Il se situe au 43 de la rue Prokurivska, le bâtiment actuel remplace un théâtre en bois. Il est actuellement une maison de la culture.
C'est un bâtiment inscrit en 2010 au Registre national des monuments d'Ukraine sous le numéro : 68-101-0130.